# Impero coreano
Il Grande Impero coreano (대한제국?, 大韓帝國?, Daehan JegukLR) fu uno Stato a regime monarchico, corrispondente all'unione dell'intera Corea, che esistette dalla restaurazione Gwangmu del 1897 fino all'annessione giapponese del 1910.
Il nuovo titolo venne specificatamente assegnato alla dinastia Joseon e la dichiarazione dell'impero indicò in primo luogo la restaurazione della completa sovranità coreana e la separazione netta dalla dinastia Qing di Cina, nonché il desiderio di una nuova spinta alle riforme modernizzatrici.
Nel 1897 re Gojong ritornò al palazzo di Gyeongungung dal suo rifugio presso il consolato russo e proclamò la nuova identità per il Paese. Vi furono dei parziali successi nell'ambito della modernizzazione dell'apparato militare, l'economia, il diritto, la proprietà privata e il sistema educativo.

## Compromessi storici
Nel 1894 l'Impero giapponese emerse vittorioso dalla prima guerra sino-giapponese contro la dinastia Qing, al governo della Cina, raggiungendo una posizione chiave nel contesto internazionale dell'Estremo Oriente. Questo lo portò a contrapporsi all'Impero russo che stava anch'esso lottando per accrescere la propria influenza all'interno della regione. La guerra sino-giapponese segnò anche il rapido declino del potere che la dinastia Joseon di Corea era riuscita a mantenere al riparo dalle pressioni straniere, dal momento che le battaglie del conflitto vennero combattute sul suolo coreano e nelle acque circostanti. Da una posizione di predominanza sulla Cina in declino i delegati giapponesi negoziarono con gli emissari Qing il trattato di Shimonoseki, mediante il quale il Giappone strappò alla Cina il controllo della penisola di Liaodong (una mossa fatta per prevenire l'espansione meridionale della Russia) e, cosa più rilevante per la Corea, tagliando il legame secolare tra dinastia Qing e dinastia Joseon. La Russia tuttavia si rese conto che questo accordo andava contro i suoi interessi nella Cina nord-orientale e riuscì a ottenere il sostegno di Francia e Germania nel chiedere che la penisola di Liaodong rimanesse alla Cina.
In quell'epoca il Giappone non era in grado di resistere a una tale pressione estera, specialmente di nazioni che riteneva molto più avanzate e che puntava a emulare e di conseguenza rinunciò alle sue pretese sulla penisola di Liaodong. Grazie al successo dell'intervento dei tre Paesi la Russia emerse come un'altra grande potenza dell'Asia orientale, sostituendo la dinastia Qing come il Paese con il quale la maggior parte dei funzionari della corte Joseon incoraggiava stretti legami per mettersi al riparo da ulteriori intromissioni giapponesi. Anche la regina Min (la futura imperatrice Myeongseong), consorte di re Gojong, si rese conto di questo cambiamento e decise di stabilire rapporti diplomatici più stretti con la Russia per contrastare il Giappone.
La regina Min iniziò a emergere come una figura chiave nella resistenza del governo all'influenza giapponese. Il Giappone, vedendo i suoi progetti messi in pericolo dalla regina, rimpiazzò rapidamente il suo ambasciatore in Corea, Inoue Kaoru, con Miura Gorō, un diplomatico con un passato nell'esercito giapponese. Molti ritengono che fu lui a orchestrare l'assassinio della regina Min l'8 ottobre 1895 nella sua residenza presso palazzo Gyeongbok, vicino a palazzo Geoncheong, il complesso in cui dormiva ufficialmente il re.

## Proclamazione dell'impero
Con la morte di sua moglie, l'imperatrice Myeongseong, re Gojong e il principe ereditario (il futuro imperatore Sunjong di Corea) si rifugiarono presso la delegazione russa a Seoul, da dove continuarono a controllare il governo coreano per circa un anno. Dal 1894 fino al momento del ritorno del re dalla protezione della Russia, la Corea subì un altro sconvolgimento importante sia in patria che all'estero: dal 1894 infatti le nuove leggi approvate dai progressisti giapponesi nel governo reale avevano iniziato ad imporre le tanto attese riforme volte a rinnovare l'antiquata società coreana. Tali leggi presero il nome di Riforma Gabo, dal nome Gabo (갑오, 甲午) che indica appunto l'anno 1894 nel sistema tradizionale di numerazione Ganzhi.
Le nuove riforme risultavano però progettate anche per accrescere il potere dei membri giapponesi all'interno del Consiglio ed iniziarono ben presto ad innescare polemiche all'interno del Paese: il sentimento anti-giapponese, che si era già radicato nella mente delle classi popolari ed aristocratiche nel corso del XVI secolo con l'invasione giapponese della Corea, iniziò a diffondersi anche nella corte reale e fra i vertici della società a seguito del trattato di Ganghwa del 1876 (che decretava lo stato di protettorato cinese della Corea e l'apertura del commercio del Paese verso il Giappone). Si diffuse inoltre fra i coreani il sospetto del coinvolgimento giapponese nell'assassinio dell'imperatrice Myeongseong. Le riforme diedero una spinta di modernità alla Corea, ma allo stesso tempo contribuirono ad accrescere l'odio verso il Giappone, che tentava di tenere assoggettato il regno con proprie leggi e costumi.
Nel 1896 Seo Jae-pil, un cittadino "naturalizzato" statunitense, creatore del Tongnip Sinmun (독립 신문), conosciuto anche come Independent Newspaper, costituì il cosiddetto "club dell'indipendenza" (Tongnip hyŏphoe, 독립 협회) in collaborazione con i progressisti che desideravano l'autonomia dal Giappone. L'Associazione d'Indipendenza, un tempo assai limitata, era un movimento organizzato guidato e comprendente solo funzionari del governo, ben presto però si ampliò per includere i civili da tutte le classi. L'Associazione d'Indipendenza sottolineava la necessità di una riforma politica del governo che avrebbe portato alla piena indipendenza del regno. L'associazione inoltre teneva regolarmente conferenze per rafforzare il morale nazionale e raccoglieva denaro per continuare il rilascio di edizioni periodiche del quotidiano indipendente e più significativamente demolire la Porta Yeongeunmun, un antico monumento che la Corea aveva ricevuto in dono dagli inviati cinesi e costruire la Porta della Libertà, o Porta dell'Indipendenza, sulle fondamenta dell'altra.
Nel 1897 re Gojong, cedendo alle pressioni crescenti e alle richieste dell'Associazione d'Indipendenza portavoce dell'opinione pubblica, tornò a Gyeongungung (la moderna Deoksugung). Lì proclamò la fondazione dell'Impero di Corea, ufficialmente rinominato dal Regno di Joseon, e dichiarò la nuova era chiamandola Gwangmu (Hangul: 광무, Hanja: 光武, che significa "guerriero della luce"), in modo da recidere efficientemente i legami storici della Corea dalla dinastia Qing, la dinastia Manchù che dal 1644 regnava sulla Cina, trasformando il re Gojong nell'imperatore Gwangmu, il primo capo di Stato e sovrano ereditario dell'Impero di Corea.

## Politica di occidentalizzazione
Un gruppo di funzionari coreani e intellettuali sosteneva la grande necessità della riforma complessiva del Paese, dopo visita osservazione di altri Paesi in via di modernizzazione, In particolare gli intellettuali del nascente stato, capirono che era necessaria una "occidentalizzazione" dello Stato.
Missionari statunitensi, che avevano stretti rapporti con la corte reale coreana, aiutarono la diffusione della cultura occidentale. Il professore Horace N. Allen introdusse la medicina occidentale. Inoltre i missionari occidentali resero possibile l'istruzione per le ragazze coreane, che erano precedentemente escluse dal sistema educativo.

## Riforma Gwangmu
Il primo simbolo della modernizzazione del Paese durante il periodo Gwangmu fu nelle divise degli ufficiali: vennero introdotte infatti delle divise in stile statunitense, un caso eccezionale per tutta l'Asia. Anche l'imperatore aveva cominciato a indossare un abbigliamento in stile regale prussiano con diplomatici coreani, che indossavano a loro volta abiti occidentali. Nel 1900 l'abbigliamento occidentale divenne la divisa ufficiale per i funzionari civili coreani. Diversi anni dopo tutti i soldati coreani e poliziotti vennero obbligati per legge a indossare l'uniforme occidentale.
Nel 1897 il progetto di indagini catastali venne avviato dal governo Gwangmu, che mirò a modernizzare il sistema di proprietà terriera. Al fine di applicare i metodi di rilevamento occidentale vennero assunti degli ispettori americani. Dopo il sondaggio un titolo di proprietà detto "Jigye" avrebbe mostrato la dimensione esatta della terra. La riforma terriera avrebbe dovuto essere strettamente associata alla riforma del sistema fiscale, condotto sotto la guida di Yi Yong-ik, che avrebbe anche attuato le prime riforme monetarie in Corea. Il progetto venne interrotto a causa della guerra russo-giapponese nel 1904-1905, quando ormai era a quasi due terzi del suo lavoro.
In quel tempo moderne infrastrutture urbane furono costruite dal governo Gwangmu. Nel 1898 l'imperatore autorizzò la creazione di una "joint venture" con imprenditori statunitensi, fondando ad esempio la Hanseong Electric Company, che gestiva la rete pubblica di illuminazione elettrica e il sistema elettrico di tram; e la Seul Fresh Spring Water Company, che era sempre una connessione americana. Nel 1902, sei anni dopo l'introduzione del primo telefono in Corea, venne fondata la rete telefonica pubblica.
Durante il periodo Gwangmu la politica industriale di promozione era al centro degli obiettivi anche del governo coreano, che diede il proprio sostegno per fondare scuole tecniche e industriali. In quel tempo, insieme con le modernizzate fabbriche di tessitura, che furono istituite per soddisfare la domanda per i prodotti tessili sul mercato interno, le innovazioni tecnologiche nel campo della tessitura arrivarono anche in Corea, ad esempio come la filatura con macchine per tessere per la produzione di seta.

## Il tramonto dell'impero
Nel 1904 venne firmato tra la Corea e il Giappone un trattato di protezione. Intanto nel settembre 1905 la Russia e il Giappone firmarono il trattato di Portsmouth, così da porre fine alla guerra russo-giapponese e che con fermezza istituisce il consolidamento dell'influenza del Giappone sulla Corea. Segretamente inviati dall'imperatore nell'autunno del 1905 al di fuori della Corea, alcuni diplomatici cercarono di non interrompere i canali con l'estero, anche perché ormai tutte le vie diplomatiche coreane erano tenute sotto stretta sorveglianza dai giapponesi, che volevano limitare a ogni costo la sovranità del Paese. Un emissario, il Dr. Philip Jaisohn (Seo Jae-pil), ex inviato statunitense in Corea, e un educatore americano che insegnava nelle scuole imperiale partirono per gli Stati Uniti per presentare il caso della Corea al dipartimento di Stato e al presidente Theodore Roosevelt. Il dipartimento di Stato venne avvertito precedentemente dell'arrivo dei due diplomatici e quindi l'obiettivo della missione di cercare il sostegno di Washington contro il Giappone. Il 17 novembre 1905 il trattato Eulsa (conosciuto anche come "accordo 1905" o "secondo accordo giapponese-coreano") venne fatto firmare alla Corea prima che la missione diplomatica potesse raggiungere gli Stati Uniti. Secondo quanto riferito il sigillo del ministro degli esteri della Corea (Yun Suk Chang) è stato strappato dalle mani del politico e apposto al documento che era stato preparato dai giapponesi.
Una settimana dopo il "trattato forzato" il dipartimento di Stato statunitense ritirò la legazione degli Stati Uniti dalla Corea prima ancora che il Paese potesse notificare agli Stati Uniti del loro nuovo status di "protettorato". Nell'impero la modernizzazione fu poi lentamente accantonata fino a fermarsi. Alla fine un esercito debole, la mancanza di un chiaro concetto di sovranità e l'eredità rimanente del rapporto della Corea con la Cina non riuscirono a respingere l'invasione straniera. L'imperatore Gwangmu fu costretto ad abdicare nel 1907 in favore del figlio, l'imperatore Sunjong, che divenne l'imperatore Yunghui (il secondo e ultimo imperatore dell'Impero di Corea), che tentò di perpetrare alla conferenza di pace dell'Aja (convenzione dell'Aia del 1907). Anche se la Corea espresse il suo caso, nel tentativo di salvare la propria sovranità, le altre potenze coloniali europee a L'Aia vedevano lo stato di protettorato del Giappone sulla Corea naturale e benefico, al culmine del colonialismo nel primo decennio del XX secolo.
Il 29 agosto 1910 l'Impero coreano venne annesso al Giappone con un trattato firmato una settimana prima, segnando la totale fine dell'Impero coreano e l'inizio di trentacinque anni di dominio giapponese che una volta terminato nel 1945, non ripristinò l'Impero, ma portò la nascita di due repubbliche distinte nella penisola coreana: la Corea del Sud e la Corea del Nord.